# Olympiakos BC
|  | Aquest article tracta sobre la secció de bàsquet de l'Olympiakos. Vegeu-ne altres significats a «Olimbiakós Síndesmos Filàthlon Pireós». |

L'Olympiakos BC és la secció de bàsquet del club poliesportiu Olympiakos, de la ciutat de El Pireu, Grècia. Va ser fundat l'any 1925.

## Història
A finals dels anys 1930 es va fundar la secció de bàsquet de l'Olympiakos amb jugadors de l'escola Inoidios.
El campionat de 1949 és el primer títol en la història del club, i el de 1960 va ser el segon. Aquell any l'Olympiakos va jugar per primer cop a Europa, contra el Galatasaray turc.
Uns anys més tard, l'equip blanc-i-vermell va baixar a la categoria A2, però no va passar gaire temps fins que tornés a pujar. Es va confeccionar un equip guanyador i es van aconseguir els campionats de 1976 i de 1978. En aquella època també es va guanyar 4 vegades la copa grega.
A la dècada dels 1990 es va tornar a confeccionar un bon equip, que guanyaria 5 lligues gregues consecutives (1993, 1994, 1995, 1996 i 1997), tres copes (1994, 1997 i 2002) i l'Eurolliga de bàsquet el 1997, després d'haver perdut en les finals de 1994 i 1995.
El 2010 i el 2011 l'Olympiakos va guanyar la copa davant l'etern rival Panathinaikos i el 2012 es va completar una gran temporada guanyant la lliga grega i l'Eurolliga.

La temporada 2012-2013, va guanyar el títol de l'Eurolliga per segon any consecutiu.
L'Olympliakos BC té un equip femení creat inicialment al 1947 però refundat el 2015.

## Pavelló
L'Olympiakos disputa els seus partits com a local al Pavelló de la Pau i l'Amistat de El Pireu, que té capacitat per 14.940 espectadors.

## Palmarès masculí
- Eurolligues
  - Campions (3): (1996-1997, 2011-2012, 2012-2013)
  - Finalistes (6): 1993–94, 1994–95, 2009–10, 2014–15, 2016–17, 2022-23
- Copa Intercontinental de la FIBA
  - Campions (1): 2013
- Open McDonald's
  - Finalistes (1): 1997
- Lligues gregues: 
  - Campions (15): 1948–49, 1959–60, 1975–76, 1977–78, 1992–93, 1993–94, 1994–95, 1995–96, 1996–97, 2011–12, 2014–15,[4] 2015–16,[5] 2021–22, 2022–23, 2024–25
  - Finalistes (24): 1956–57, 1971–72, 1972–73, 1974–75, 1976–77, 1978–79, 1979–80, 1980–81, 1985–86, 1991–92, 1998–99, 2000–01, 2001–02, 2005–06, 2006–07, 2007–08, 2008–09, 2009–10, 2010–11, 2012–13, 2013–14, 2016–17, 2017–18, 2023-24
- Copes gregues
  - Campions (12): 1975–76, 1976–77, 1977–78, 1979–80, 1993–94, 1996–97, 2001–02, 2009–10, 2010–11, 2021–22, 2022–23, 2023–24
  - Finalistes (10): 1978–79, 1982–83, 1985–86, 2003–04, 2007–08, 2008–09, 2011–12, 2012–13, 2017–18, 2024–25
- Supercopa grega
  - Campions (3) (record): 2022, 2023, 2024

Competicions locals
- 2 Campionats de bàsquet del Pireu : 1947, 1948
- 2 Campionats d'Atenes-Pireu: 1957, 1959

## Jugadors destacats
- Zarko Paspalj
- Aleksandr Vólkov
- David Rivers
- Vasílios Spanulis
- Kostas Papanikolau
- Dino Rađa
- Giorgos Printezis

## Entrenadors destacats
- Dusan Ivkovic
- Yiannis Ioannidis
- Georgios Bartzokas

## Palmarès femení
- Lligues gregues: 
  - Campiones (9): 2015–16, 2016–17, 2017–18, 2018–19, 2019–20, 2021–22, 2022–23, 2023–24, 2024–25
- Copes gregues
  - Campiones (6): 2015–16, 2016–17, 2017–18, 2018–19, 2021–22, 2024–25
- 4 Campionats d'Atenes-Pireu femení: 1954, 1956, 1958, 1959